# Ґудзь Микола Михайлович
Микола Михайлович Ґудзь (1948—2009) — Заслужений юрист України. Суддя Подільського районного суду м. Києва з 1977 по 2009 роки. З травня 1996 року по грудень 2006 року — голова Подільського районного суду м. Києва.